# Poullaouen
Poullaouen är en kommun i departementet Finistère i regionen Bretagne i västra Frankrike. Kommunen ligger i kantonen Carhaix-Plouguer som tillhör arrondissementet Châteaulin. År 2022 hade Poullaouen 1 466 invånare.

## Befolkningsutveckling
Antalet invånare i kommunen Poullaouen
Referens:INSEE